# Long Night's Journey into Day
Pour plus de détails, voir Fiche technique et Distribution.
Long Night's Journey into Day est un film américain réalisé par Deborah Hoffmann, Frances Reid, sorti en 2000.

## Synopsis
Quatre histoires en lien avec l'apartheid en Afrique du Sud.

## Fiche technique
- Titre : Long Night's Journey into Day
- Réalisation : Deborah Hoffmann, Frances Reid
- Musique : Lebo M.
- Photographie : Ezra Jwili et Frances Reid
- Montage : Deborah Hoffmann et Kim Roberts
- Production : Frances Reid
- Société de production : Reid-Hoffmann Productions
- Pays :  États-Unis
- Genre : Documentaire
- Durée : 94 minutes
- Dates de sortie : 
  -  États-Unis : 29 janvier 2000 (festival du film de Sundance), 9 mars 2001

## Distinctions
Le film a été nommé à l'Oscar du meilleur film documentaire.